# Schaakgezelschap Staunton (Groningen)
Schaakgezelschap (S.G.) Staunton is een schaakvereniging in Groningen. Met zijn oorspronkelijke oprichting in 1871 staat het te boek als de oudste sportvereniging van Groningen en een van de oudste in Nederland.

## Beschermheer: Howard Staunton

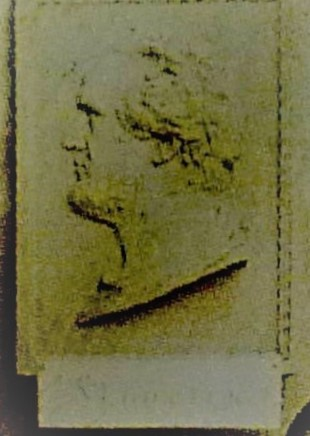
Het medaillon van Howard Staunton

De vereniging is naar Howard Staunton genoemd die halverwege de 19e eeuw als beste schaker ter wereld beschouwd werd. Hij schreef schaakboeken, zette het tijdschrift Chess Player's Chronicle op en hij ontwikkelde de wereldwijd veelgebruikte Staunton-schaakstukken. Hij organiseerde tevens in 1851 het eerste grote internationale schaaktoernooi tijdens de Wereldtentoonstelling van London.
Jonkheer Onno Joost Sickinghe (1858-1948), telg uit het oud adellijke geslacht Sickinghe en zoon van de Nederlandse militair jhr. Pieter Feijo Onno Sickinghe, schonk in 1897 een groot medaillon van pleisterwerk, met het profiel van Howard Staunton. Deze is zichtbaar op de groepsfoto van het gezelschap dat rond 1900 geschoten is. Kennelijk heeft men het nodig geacht om aan het medaillon ter verduidelijking een stuk papier te bevestigen met daarop de naam van de beschermheer van het gezelschap.

## Geschiedenis
In Groningen was Vindicat de eerste studentenvereniging die aan schaken begon: deze zette in 1860, 1861 en 1864 welgeteld drie schaakverenigingen op, die echter spoedig weer verdwenen. In 1867 werd SG Staunton door de Leeuwardse instrumentenmaker Alexander Heinrich Becker opgericht en die beklijfde wel. SG Staunton had tot 1911 het Groningse Huis de Beurs als thuisbasis, waarna het gezelschap naar de Harmonie verhuisde.

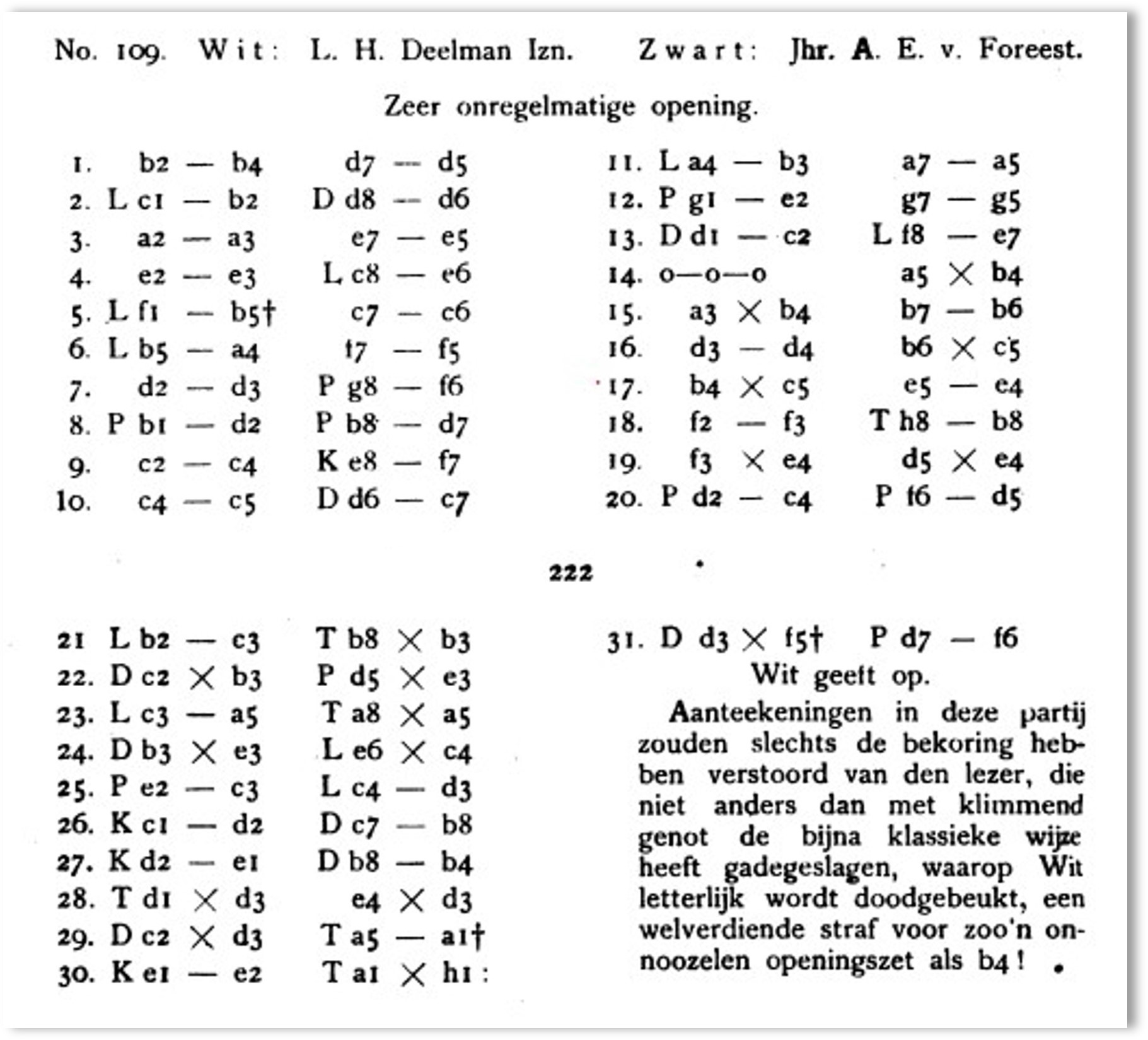
De partij L.H. Deelman v. Arnold van Foreest in 1893

De eerste clubkampioen Deelman was gedurende enkele jaren de sterkste van de club, maar was geen partij voor Arnold van Foreest, tegen wie hij in 1893 de aanvankelijk bespotte Deelmans-opening speelde en de partij verloor. Norman van Lenneps kritiek, die de opening onnozel bestempelde, veroorzaakte een storm van kritiek. Toch volgen er nog meerdere partijen met Deelmans opening en mede door Lomans opmerking "Wij denken er geen oogenblik aan, om aan „Staunton” het recht te ontzeggen, den openings-zet 1. b4 nog niet zoo heel slecht te vinden…" was de reputatie enigszins hersteld, hoewel er "geen bewijs voor de correctheid der opening" was. Deelman zelf won in elk geval in 1918 alsnog een partij met zijn opening.
In 1896 werd ter viering van het 25-jarige bestaan van SG Staunton de eerste nationale schaakwedstrijd in Groningen gehouden. Er werd een gouden en zilveren medaille voorzien door de Vereeniging ter bevordering van het vreemdelingenverkeer voor de eerste en tweede plaats, de derde plaats kreeg ook een zilveren medaille voorzien door het bestuur van de studentenschaakgenootschap Ludendo studemus. Er werden ook medailles voorzien door de koningin, koningin-regentes en het Deventer schaakgenootschap Pallas. De eerste tot en met vierde prijs werd gewonnen door respectievelijk Arnold van Foreest, H. Meiners uit Amsterdam, ene heer M.I.R.I. te Utrecht en D. Bleijkmans.
Jan Heemskerk, wegens een eerdere simultaan een oude bekende van Staunton, gaf in 1904 in de commissiezaaltjes van de Harmonie - toen nog niet de thuisbasis van Staunton - een blindsimultaanseance tegen de zeven sterkste schakers van de vereniging, te weten R.A.J. Meijer, W. Miedendorp, J.W. van Groningen, G. Snel, E.Wieling, W.N. Claasen en L.Renken. Heemskerk kwam met 3 winsten, 2 verliezen en 1 remise uit de strijd. Het jaar erop gaf hij nog een blindsimultaanseance, waarna hij vermoedelijk lid van de vereniging is geworden, want hij was in de daaropvolgende jaren clubkampioen.
In 1921 werd het 50-jarige bestaan van Staunton gevierd in café-restaurant Suisse, dat toen net de nieuwe thuishaven van de club geworden was. Tijdens deze viering speelde de Hongaarse schaakmeester Géza Maróczy een simultaan tegen 31 tegenstanders, waarvan hij er 25 won en 6 remise speelde.
In 1924 gaf de eerste Nederlandse beroepsschaker Jacques Davidson een simultaan in de bovenzaal van het café.
Staunton trad in het seizoen 1939/40 toe tot de nieuw opgerichte Eerste klasse B, destijds het tweede schaakniveau van Nederland. Vanaf 1942 werd de competitie gereorganiseerd en ging Staunton in de Hoofdklasse spelen. Tot het seizoen 1949/50 heeft de Groningse club op het hoogste niveau gespeeld. Het seizoen erop werd de Hoofdklasse opnieuw werd gereorganiseerd en werd Staunton ingedeeld in de Eerste Klasse. 
De club wist in keerde in de seizoenen 1955/56 en 1959/60 nog twee keer terug in de Hoofdklasse, maar telkens bleef het verblijf beperkt tot één seizoen. Nadien wist Staunton niet meer terug te keren op het hoogste niveau.

### Stauntontoernooi

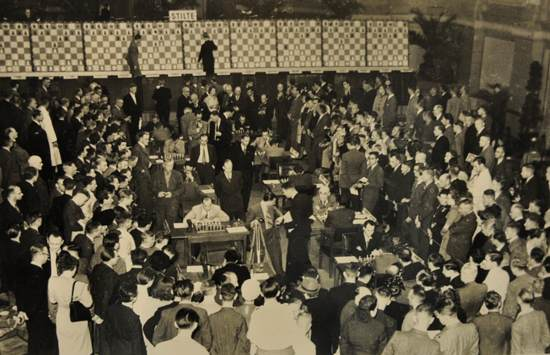
Toernooizaal op de eerste dag

Ter gelegenheid van Stauntons 75-jarige bestaan werd in 1946 in De Harmonie het Stauntontoernooi gehouden, het eerste grote internationale schaaktoernooi van de vereniging. 

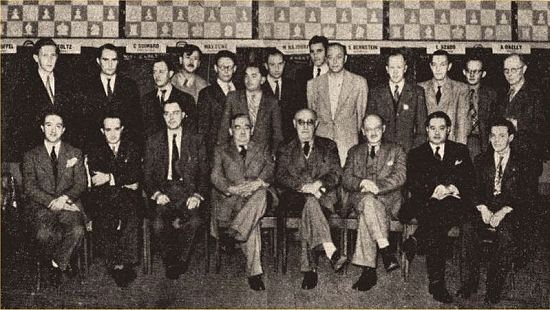
De deelnemers

Aan dit toernooi namen twintig deelnemers deel, te weten: Arnold Denker en Herman Steiner uit de Verenigde Staten, Yanofski uit Canada, Vasili Smyslov, Isaak Boleslavski, Alexander Kotov uit Rusland, László Szabó uit Hongarije, Salo Flohr uit Tsjechoslowakije, Miguel Najdorf en Carlos Guimard uit Argentinië, Erik Lundin, Gösta Stoltz uit Zweden, Sawielly Tartakower en Ossip Bernstein uit Frankrijk, Milan Vidmar uit Joegoslavië, Alberic O’Kelly de Galway uit België en Martin Christoffel uit Zwitserland. Dit succesvolle toernooi had als winnaar Botvinnik en als runner-up Max Euwe. Financieel was het toernooi echter een ramp, omdat er te veel kosten gemaakt waren aan het uitnodigen van internationale spelers en bovendien Lodewijk Prins een rechtszaak aanspande tegen de organisatie omdat deze hem op het laatste moment eruit had gezet ten gunste van een internationale speler. Hij won de zaak en ontving een riante schadevergoeding.

### Fusie
In 1984 fuseerde S.G. Staunton, toen met ca. 30 leden, met S.C. Helpman, dat toen ca. 50 leden had. Stauntons naam werd behouden en vanaf de fusie was Helpmans clubhuis de nieuwe thuisbasis.
In 1996 werd het 125-jarige bestaan van Staunton gevierd. Voor het toernooi dat voor deze gelegenheid georganiseerd werd, werden alle nog in leven zijnde schakers van het internationale toernooi in 1946 nog eens uitgenodigd.

## Okken-Bunt Wisselprijs
In 1926 werd door U.P. Okken het ijzeren schaakspel, de prijs voor het clubkampioenschap van SG Staunton, beschikbaar gesteld. Wie driemaal achtereen of vijfmaal in totaal clubkampioen zou worden mocht dit spel behouden. In 1949 kwam het in handen van Henk Bunt. Daarom werd tot aan de dood van Bunt andere clubkampioenschapprijzen gegeven in plaats van het ijzeren schaakspel. Na Bunts dood in 2001 keerde het ijzeren schaakspel terug in het bezit van SG Staunton en ging het verder als de Okken-Bunt wisselprijs: de eerste winnaar hiervan was Gonzalo Tangarife in 2002.

## Ouderdomsclaim
Scholten concludeerde in zijn omvangrijke studie naar in de 19e eeuw opgerichte schaakverenigingen dat door de fusie S.G. Staunton met S.G. Helpman in 1986 de vereniging feitelijk sinds dit jaar bestaat Een belangrijk criterium in Scholtens rapport, de continuiteit van de vereniging, is kennelijk niet consequent toegepast: S.G Staunton is namelijk nooit in slaap gevallen of heropgericht. Dat Scholtens conclusie niet onomstreden is blijkt voorts onder meer uit de Koninklijke Erepenning die in 2022 aan de club is uitgereikt. Dit geval is vergelijkbaar met de ouderdomsclaim van de Leeuwardse Philidor 1847, die eveneens veel ouder is dan Scholtens criteria doen vermoeden.

## Bekende (oud)leden

### Clubkampioenen
- 1885-1890-1891: L.H. Deelman[6]
- 1893-1894: H.Postma[21]
- 1895,1898-1899: Hendrik Bernardus van Rhijn[22]
- 1896, 1912: Ebele Wieling[23]
- 1903, 1914: U.P. Okken[24]
- 1906, 1907-1908-1909: Jan Frederik Heemskerk
- 1907, 1911, 1913, 1917-1918,1920, 1921-1922-1923-1924-1925-1918-1929: W. Miedendorp
- 1910: K.v.d.Kamp
- 1917: H.E. Grommers
- 1919: A.Jager
- 1921: P. van Paassen
- 1925: J.A. Wolthuis
- 1926-1927: P.H. Dijksterhuis

### Ereleden
- 1885: R.J. Loman
- 1896: J.P. Runsink, A.H. Becker[25]
- 1922: H. Scheltens
- 1924: U.P. Okken
- 1936: L.H. Deelman

### Andere leden
- D.R. Mansholt

## Publicatie
- Poppe Dijkhuis (2022), Staunton 150 jaar (jubileumboek)

## Erkenning
- Koninklijke Erepenning[26][27]